# 4761 Уррутіа
4761 Уррутіа (4761 Urrutia) — астероїд головного поясу, відкритий 27 серпня 1981 року.
Тіссеранів параметр щодо Юпітера — 3,405.